# PAW Patrol
PAW Patrol is een Canadese kinderserie die voor het eerst op 12 augustus 2013 door Nickelodeon werd uitgezonden. Hoewel beschouwd als een Nick Jr.-serie, wordt de serie ook uitgezonden op Nickelodeon en TVOKids omdat de serie ook op wat oudere kinderen gericht is. De serie wordt geproduceerd door Spin Master Entertainment in samenwerking met TVOKids en Nickelodeon. In 2021 kreeg de serie een verfilming, getiteld PAW Patrol: The Movie, het vervolg op die film is getiteld PAW Patrol: The Mighty Movie en kwam uit in 2023.

## Samenvatting
PAW Patrol is een avontuurlijke actieserie over een reddingsteam bestaande uit dertien heldhaftige puppy's: Al, Chase, Coral, Everest, Liberty, Marshall, Rex, Rocky, Roxi, Rubble, Skye, Tracker en Zuma. Zij worden aangestuurd door Ryder, een jonge tiener.

## Seizoenen
| Seizoen | Seizoen | Afleveringen | Originele uitzenddatum                                        | Originele uitzenddatum                                        |
| Seizoen | Seizoen | Afleveringen | Première                                                      | Finale                                                        |
| ------- | ------- | ------------ | ------------------------------------------------------------- | ------------------------------------------------------------- |
|         | 1       | 26           | 12 augustus 2013 (Verenigde Staten) 27 augustus 2013 (Canada) | 18 augustus 2014 (Verenigde Staten) 2 augustus 2014 (Canada)  |
|         | 2       | 26           | 13 augustus 2014 (Verenigde Staten) 27 augustus 2014 (Canada) | 4 december 2015 (Verenigde Staten) 16 september 2015 (Canada) |
|         | 3       | 26           | 20 november 2015 (Verenigde Staten) 28 november 2015 (Canada) | 26 januari 2017 (Verenigde Staten) 14 januari 2017 (Canada)   |
|         | 4       | 26           | 6 februari 2017 (Verenigde Staten) 4 maart 2017 (Canada)      | 6 maart 2018 (Verenigde Staten) 17 februari 2018 (Canada)     |
|         | 5       | 26           | 6 februari 2018 (Verenigde Staten) 30 juni 2018 (Canada)      | 25 januari 2019 (Verenigde Staten) 9 maart 2019 (Canada)      |
|         | 6       | 26           | 22 februari 2019 (Verenigde Staten) 18 mei 2019 (Canada)      | 23 juli 2021 (Verenigde Staten) 22 februari 2020 (Canada)     |
|         | 7       | 26           | 27 maart 2020 (Verenigde Staten) 2 mei 2020 (Canada)          | 7 mei 2021 (Verenigde Staten) 10 april 2021 (Canada)          |
|         | 8       | 26           | 2 april 2021 (Verenigde Staten) 15 mei 2021 (Canada)          | 20 mei 2022 (Canada)                                          |
|         | 9       | 26           | 25 maart 2022 (Verenigde Staten)                              |                                                               |

## Belangrijke personages
RyderEen 10-jarige whizzkid die leiding geeft aan de PAW Patrol. Hij is een vriendelijke, intelligente en creatieve jongen die ieder van zijn pups getraind heeft voor specifiek werk en tevens alle voertuigen voor hen heeft ontworpen. Hij rijdt zelf op een quad, die ook als hovercraft en sneeuwkat gebruikt kan worden. Van alle mensen in de serie is Ryder de enige die in alle afleveringen verschijnt. Hoewel Ryder normaal gesproken totaal onverschrokken is, kan hij behoorlijk nerveus worden van spruitjes. Hij is ook stiekem verliefd op Katie.
ChaseHet tweede lid van de PAW Patrol. Een Duitse herder die de politietaken binnen het reddingsteam uitvoert. Hij rijdt in een politiewagen of een spionauto met drone. Als spion draagt Chase schoenen met zuignappen. Chase reageert soms allergisch op veren en katten wanneer hij zijn speurneus gebruikt en is doorgaans het meest volwassen lid van de PAW Patrol. Gedurende de eerste jaargang wordt bekendgemaakt dat Chase bang is voor de tandarts, sindsdien is deze angst nooit meer getoond en heeft Chase zijn angst mogelijk overwonnen. Vanaf PAW Patrol: The Movie is Chase uitgegroeid tot een van de twee mascottes - naast Marshall - van Spin Master Entertainment en wordt weergegeven in hun productielogo.
MarshallHet derde lid van de PAW Patrol. Een dalmatiër die de andere hulpdiensttaken binnen het reddingsteam uitvoert: zijn auto is een brandweerwagen of ziekenwagen. Ondanks zijn klungeligheid is Marshall zeer competent, geeft hij niet snel op en voert hij reddingsacties vaak met succes uit. Ook is hij een van de weinige pups die alle diersoorten kan verstaan en met hen kan communiceren. Marshalls angst voor wilde dieren maakt het mogelijk moeilijker voor hem om met hen te communiceren, desondanks doet hij ook bij hen altijd zijn best om hun problemen te begrijpen. Aanvankelijk had Marshall vliegangst, vanaf de derde jaargang - sinds de start van de subserie Luchtpups - is dit niet langer het geval. Ook zijn plankenkoorts heeft hij gedurende de derde jaargang overwonnen. Vanaf PAW Patrol: The Movie is Marshall een van de twee mascottes - naast Chase - van Spin Master Entertainment geworden en staat hij in hun productielogo.
SkyeHet vierde lid van de PAW Patrol. Een lieve en energieke mix van cockerspaniël en poedel die graag vliegt met haar jetpack of in haar helikopter. Ze is doodsbang voor adelaars, maar probeert haar angst altijd te overwinnen. Skye is van alle originele leden van de PAW Patrol het enige vrouwelijke lid en ze wordt doorgaans gekenmerkt als de slimste van alle pups. Haar grote hoeveelheid energie is het best te herkennen aan haar giechelblaf en haar liefde voor salto's. Van alle leden van de PAW Patrol is Skye de kleinste. Bedenker Keith Chapman heeft verklaard dat Skye losjes is gebaseerd op een van zijn eigen honden, die tot hetzelfde ras behoorde als zij. In 2024 kreeg ze een eigen spin-off-internetserie, bestaande uit 28 korte afleveringen, getiteld Skye's Music Party.
RockyHet vijfde lid van de PAW Patrol. Een vrolijke en slimme puppy van gemengd ras die alles van recyclen weet en technisch is. Rocky's mechanische kennis is het beste van alle personages, naast die van Ryder. Van alle pups heeft Rocky de meeste spullen in zijn puptas. Water is zijn grootste vijand en hij kan van streek raken als hij nat wordt. Hij vergeeft anderen altijd snel als ze hem per abuis besproeien met water, dit doet zich het vaakst voor bij Marshall. Hoewel Rocky water altijd probeert te vermijden kan zijn vest veranderen in een duikpak en zijn auto kan in een boot veranderen. In 2024 kreeg hij een eigen spin-off-internetserie, bestaande uit 28 korte afleveringen, getiteld Rocky's Garage.
ZumaHet zesde lid van de PAW Patrol. Een bruine labrador die goed kan duiken. Zijn voertuig is een hovercraft die omgebouwd kan worden naar een onderzeeboot. Zuma wordt gekenmerkt als het meest optimistische lid van de PAW Patrol, mede omdat hij gemakkelijk ontspant, bijna nooit moeite heeft met kalm blijven en vaak ook in staat is om mensen en dieren in paniek op te vrolijken.
RubbleHet zevende lid van de PAW Patrol. Een buldog die alle bouw- en graafwerkzaamheden voor zijn rekening neemt. Hoewel Rubble stoer overkomt en soms ook zo is, kan hij tevens het tegenovergestelde zijn: hij is doorgaans het meest sentimentele lid van de PAW Patrol. Rubble is dol op snowboarden en heeft van alle patrouilleleden meestal de grootste eetlust. Spinnen vormden aanvankelijk zijn grootste angst, in de loop van de zevende jaargang lijkt hij zijn angst overwonnen te hebben. Sinds 2023 heeft Rubble zijn eigen spin-off-serie, getiteld Rubble & Crew.
Robo-HondEen robothond en de bestuurder van de PAW Patroller, alsook de piloot van de Air Patroller. Hij is ontzettend gehoorzaam en doet altijd wat er van hem verwacht wordt. In tegenstelling tot de andere pups is Robo-Hond niet in staat om mensentaal te spreken en communiceert hij enkel door te blaffen.
EverestEen enthousiaste husky die vanaf de tweede jaargang meedoet. Everest is verzot op lever en woont in de bergen bij het chalet van Jake. Iets dat zij en Jake gemeen hebben, is het feit dat ze beiden zelden zonder hun muts worden getoond. Van alle leden van de PAW Patrol is Everest de grootste, alsook de oudste. Voor ze bij de PAW Patrol kwam, was Everest al dol op het uitvoeren van reddingsacties.
TrackerEen moedige mix van Australische Kelpie en chihuahua die vanaf de derde jaargang meedoet. Hij is een pup met supergehoor, rijdt in een jeep en woont met Carlos in de jungle. Tracker is bang in het donker, maar probeert deze angst tijdens reddingsacties altijd te overwinnen. Van alle leden van de PAW Patrol is Tracker de jongste. Tracker is in veel versies tweetalig, op enkele nasynchronisaties na, in de Nederlandse versie spreekt hij vloeiend Engels, in de originele versie vloeiend Spaans.
RexEen lieve en vastberaden Berner sennenhond die vanaf de zevende jaargang meedoet. Rex zit in een rolstoel en is de enige pup die problemen heeft met zijn achterpoten en - naast Marshall - tevens de enige pup die met dino's kan praten. Rex helpt de PAW Patrol het vaakst in de subserie Dino Rescues.
LibertyEen enthousiaste langharige teckel die vanaf de achtste jaargang meedoet. Liberty komt uit Avonturenstad en haar voertuig is een motor. Voordat ze lid werd van de PAW Patrol was Liberty een zwerfhond. Ze heeft een pittig gevoel voor humor en is vaak open qua uitspraken, mede door het feit dat ze soms té graag wil helpen en simpele dingen soms verwart met reddingsacties. In de serie helpt Liberty de PAW Patrol het vaakst in de subserie Mega Pups.
AlEen vastberaden basset hound die vanaf de negende jaargang meedoet. Al is helemaal weg van grote trucks en weet daarom ook alles over de besturing en dergelijke. Als het gaat om tijd is Al zeer precies en snel. Al helpt de PAW Patrol het vaakst in de subserie Big Truck Pups.
CoralEen lieve en energieke mix van cockerspaniël en poedel die vanaf de negende jaargang meedoet. Ze is een van de weinige Meerpups die in staat is om mensentaal te spreken en tevens een van de weinige Meerpups die zich niet alleen laat zien als de Meermaan schijnt, maar ook in andere situaties. Coral is een nichtje van Skye en hun persoonlijkheden lijken sterk op elkaar. Coral helpt de PAW Patrol het vaakst in de subserie Aqua Pups.
RoxiEen energieke samojeed die vanaf de tiende jaargang meedoet. Roxi is een ervaren stuntwerker die helemaal weg is van monstertrucks en confetti. Net als Marshall is ze ook dol op het maken van woordgrappen. Op haar hoofd heeft ze een witte naar links hangende pony met magenta highlights die het bovenste punt van haar linkeroog bedekt. Roxi helpt de PAW Patrol het vaakst in de subserie Reddingswielen.
Tuck en EllaEen golden retriever superheldentweeling die vanaf de zesde jaargang meedoet. Tuck kan krimpen en Ella kan groeien, samen zijn zij de Mega Pups, daarnaast helpen ze de PAW Patrol vaak in de gelijknamige subserie. Tuck en Ella praten soms in koor en staan altijd voor iedereen klaar.
WildEen rode kat die vanaf de zevende jaargang meedoet. Hij is een ervaren motorrijder en stuntwerker die zijn stunts altijd sierlijk en soepel uitvoert. Bij zijn introductie en in enkele latere afleveringen is hij bang voor muizen. Wild is het eerste katachtige lid van de PAW Patrol. Hij heeft tevens een eigen reddingspatrouille: de Cat Pack, die vanaf de achtste jaargang meedoet en de PAW Patrol helpt in de gelijknamige subserie, alsook de subserie Moto Pups, waarin Wild eerder is verschenen. Op zijn hoofd heeft hij een hanenkam, qua persoonlijkheid is hij vergelijkbaar met een cheeta en zijn bijnaam is Wild Cat.
LeoEen roodbruine kat die deel uitmaakt van de Cat Pack en qua persoonlijkheid vergelijkbaar is met een leeuw. Net als Wild is deze kat bij zijn introductie en in enkele latere afleveringen bang voor muizen. Leo is buitengewoon sterk en doorzettend, zelfs als een reddingsactie 'verstoord' wordt door muizen. Op zijn hoofd heeft hij meerdere stekeltjes.
RoryEen witte kat die deel uitmaakt van de Cat Pack en qua persoonlijkheid vergelijkbaar is met een tijger. Ze kan bijzonder hoog en ver springen én bijna zonder aanloop. Rory is heel energiek en houdt er niet van om stil te zitten. Vaak draagt ze zweetbandjes om haar voorpootjes en beenwarmers om haar achterpootjes. Op haar hoofd heeft ze meerdere opstaande plukjes en vaak ook een hoofdband.
ShadeEen zwarte kat die deel uitmaakt van de Cat Pack en qua persoonlijkheid vergelijkbaar is met een jaguar. Ze doet nooit dingen zonder er eerst over na te denken, ondanks haar snelle denkwijze. Haar sluwheid komt gedeeltelijk voort uit het feit dat ze iets verlegener is dan de rest van de Cat Pack. Vaak draagt Shade een koptelefoon om haar nek en op haar hoofd heeft ze een roze naar rechts hangende pony.
Burgemeester GoodwayDe beleefde en ietwat onhandige burgemeester van Avonturenbaai met haar handtaskippetje Chickaletta. Ze heeft hoogtevrees en is de achterkleindochter van Grover Goodway, de eerste burgemeester van Avonturenbaai. Als ze de hulp van de PAW Patrol inroept, kan ze in paniek raken en hierdoor harder praten dan eigenlijk haar bedoeling is, omdat ze sommige problemen omschrijft als 'een ramp'. Tot op heden is burgemeester Goodway nog nooit bij haar voornaam genoemd, ook niet door familieleden. Van alle regelmatig terugkerende personages uit de serie verschijnt burgemeester Goodway in de meeste afleveringen.
Kapitein Horatio TurbotEen intelligente maar onhandige visser. Tijdens Sea Patrol missies is kapitein Turbot soms een sidekick van de PAW Patrol, door meer informatie te geven over de situaties die onder water gebeuren. Van alle regelmatig terugkerende personages uit de serie doet kapitein Turbot het vaakst een beroep op het reddingsteam.
YumiEen van de boeren van Avonturenbaai en de sensei van de pups tijdens hun Pup-Fu-lessen. Boerin Yumi is getrouwd met boer Al en hun persoonlijkheden lijken sterk op elkaar: ze zijn altijd dankbaar als ze geholpen worden en werken altijd hard om hun boerderij in orde te houden.
KatieEen meisje dat in haar eigen dierenverblijf werkt. Ze is ongeveer even oud als Ryder en stiekem ook verliefd op hem. Ze heeft ook een huiskat genaamd Cali, met wie ze meestal wordt gezien. Katie is zorgzaam, doorzettend en liefdevol en geeft evenveel om mensen als om dieren.
Alex PorterEen jonge jongen. Hoewel hij heel onhandig en ongeduldig kan zijn, mede vanwege zijn leeftijd, bedoelt hij het altijd goed en weet hij altijd wanneer hij fout zit. In een aantal afleveringen is Alex te zien als sidekick van de PAW Patrol, waar hij soms zelfs de enige is met een oplossing. Hij is de kleinzoon van meneer Porter.
Julia en Julius GoodwayHet neefje en nichtje van burgemeester Greatway en burgemeester Goodway en de kinderen van dier broer Gustavo Goodway. Ze zijn iets jonger dan Alex Porter en kunnen net als hij, mede door hun leeftijd, heel onhandig en ongeduldig zijn, desondanks bedoelen ze het nooit slecht en weten ze altijd wanneer ze fout zitten. Julia en Julius zijn allebei vaak overdreven enthousiast en zijn tot op heden nog nooit zonder elkaar getoond.
DannyEen jongen die iets ouder is dan Ryder. Hij heeft een spleet tussen zijn tanden en wordt het liefst Durfal Danny X of afgekort DDX genoemd. Danny is dol op gevaarlijke stunts uithalen, maar dit loopt niet altijd van een leien dakje.
CarlosEen 10-jarige Mexicaans-Canadese wildernisverkenner en archeoloog die in een jungle woont. Hij gaat graag op avontuur, geeft nooit snel op en houdt van het ontdekken van nieuwe dingen. Carlos is Ryder's penvriendje en hun persoonlijkheden lijken sterk op elkaar.
JakeDe beste snowboarder van Avonturenbaai, hij heeft zijn eigen skistation. Naast zijn talent voor skiën en snowboarden kan hij ook supergoed elanden en rendieren nadoen. Jake is altijd kalm en raakt nooit gefrustreerd of geïrriteerd.
François TurbotEen chique Franse acrobaat, beeldhouwer, schilder, fotograaf en zoöloog. Hij is de neef van Horatio Turbot. Hun persoonlijkheden verschillen behoorlijk: Horatio is meestal nederig, terwijl François juist ietwat opschepperig kan overkomen. Ondanks zijn opschepperige trekjes veroorzaakt François nooit opzettelijk problemen en heeft hij een groot zwak voor kunst van anderen. François probeert weleens zijn neef te overtreffen, maar dit eindigt vaak in een mislukking, dit is onder andere op te merken als de twee het niet met elkaar eens zijn over iets.
Mevrouw MarjorieEen bibliothecaresse op leeftijd, ze is ongeveer even groot als burgemeester Goodway. Mevrouw Marjorie was ooit lid van een rolschaatsclub en ondanks haar hoge leeftijd is ze nog net zo sterk en atletisch als vroeger. Ze heeft een wasbeer genaamd Maynard, met wie ze meestal wordt gezien. Hoewel mevrouw Marjorie normaal gesproken heel kalm en vriendelijk is, kan ze overstuur worden als Maynard haar niet gehoorzaamt.
Moeder-MeerpupWanneer de moeder-Meerpup met haar neus de neus van een andere pup aantikt, zal deze in een Meerpup veranderen. Door te pawbumpen met een landpup kunnen Meerpups er ook één worden.
Prinses van BlaffenburchtEen belangrijk personage in de subseries Mission PAW en Beschermridders. De prinses is de toekomstige koningin van Blaffenburcht en wordt vaak gezien met de hertog van Blaffenburcht. Ze is beleefd en elegant, maar tegelijkertijd ook redelijk naïef: ze is bijna nooit op de hoogte van ondeugende plannen. Tot op heden is de prinses nog nooit bij haar voornaam genoemd.
SweetieEen witte terriër en het huisdier van de prinses van Blaffenburcht. Ze wordt vaak gezien met een robotkikker genaamd Busby. Sweetie is een verwende en ondeugende pup die continu plannen maakt om de positie van toekomstige koningin van Blaffenburcht over te nemen van de prinses en hierdoor wordt gekenmerkt als de belangrijkste antagonist van de subserie Mission PAW. Desondanks is ze een fan van de PAW Patrol en de andere reddingspatrouilles.
Burgemeester HumdingerBurgemeester van nabijgelegen stad Boerengat. Humdinger zorgt regelmatig voor problemen in Avonturenbaai en wordt hierdoor gekenmerkt als de grootste rivaal van de PAW Patrol. Desondanks zal de PAW Patrol er ook bij Humdinger alles aan doen om hem in veiligheid te brengen en te houden, iets dat hen vaak - soms ook met tegenzin - in dank wordt afgenomen. In de subserie Mega Pups wordt Humdinger het vaakst vergezeld door zijn neefje Harold, die net als zijn oom regelmatig problemen in Avonturenbaai veroorzaakt en ook graag burgemeester wil worden.
KittencatastrofeclubDe zes huisdieren van burgemeester Humdinger. In het algemeen zijn de kittens de tegenhangers van de pups van de PAW Patrol, omdat alle katten dezelfde vaardigheden hebben als de zes originele pups van het reddingsteam, het enige verschil is dat de kittens hun gaven vaker gebruiken voor slechte doelen. De Kittencatastrofeclub wordt het vaakst gebruikt door Humdinger om chaos te veroorzaken, niet zelden hebben de kittens een slecht gevoel over zijn plannen, waardoor ze soms zelfs weigeren eraan mee te werken of hun eigen plan trekken.
Sid de SchavuitEen ondeugende piraat. Hoewel Sid helemaal weg is van glimmende voorwerpen en graag dingen steelt, eindigt dit vaak in een mislukking door zijn roekeloosheid. Hij heeft een kortharige teckel genaamd Arrby, die hem steevast aanspreekt met 'Kapitein Baas Meester Sid Meneer'. In tegenstelling tot Sid is Arrby fan van de PAW Patrol en de andere reddingspatrouilles en doet hij zich alleen gemeen voor op bevelen van Sid.
VogelvrouwGrootste rivale van Tuck en Ella. Ze kan zich nooit inhouden als ze iets ziet glimmen en wordt er altijd opgewonden van. Haar favoriete glimmende voorwerp is de meteoriet die de PAW Patrol gebruikt in de subserie Mega Pups. Door een deel van deze meteoriet te pakken krijgt de gebruiker superkrachten, de superkrachten worden ingetrokken als de meteoriet buiten werking raakt of als de gebruiker het ontvangen deel van de meteoriet kwijtraakt. Vogelvrouw krijgt bij aanraking van de meteoriet vliegkrachten, waardoor ze snel andermans spullen kan stelen.
KopiekatIn de subserie Mega Pups weet de Kopiekat een deel van de meteoriet te bemachtigen en krijgt hierdoor superkrachten. Dit deel van de meteoriet bewaart hij tussen zijn tanden, zodat hij het stukje niet zo makkelijk verliest. Daarnaast heeft de meteoriet ervoor gezorgd dat de Kopiekat mensentaal kan spreken, iets dat de andere katten in de serie niet kunnen, op de Cat Pack en enkele mompelige dialogen van de andere katten na. Zijn echte naam is Mr. Nibbles en de bijnaam 'Kopiekat' komt voort uit het feit dat deze kat helemaal gek is van imiteren. De Kopiekat is het huisdier van verslaggeefster Hailey Daily, die niet op de hoogte lijkt te zijn van zijn misdaden.

## Nederlandse stemmen
| Personage                 | Nederlandse stem      | Seizoen | Periode    |
| ------------------------- | --------------------- | ------- | ---------- |
| Ryder                     | Julius de Vriend      | 1-3     | 2013-2017  |
| Ryder                     | Stijn van der Plas    | 4-8     | 2017-2023  |
| Ryder                     | Tim Klumpers          | 9-      | 2023-heden |
| Chase                     | Nathalie Haneveld     | 1-      | 2013-heden |
| Marshall                  | Manon Ros             | 1-      | 2013-heden |
| Skye                      | Nine Meijer           | 1-      | 2013-heden |
| Rocky                     | Christa Lips          | 1-      | 2013-heden |
| Rubble                    | Desi van Doeveren     | 1-      | 2013-heden |
| Zuma                      | Melise de Winter      | 1-      | 2013-heden |
| Ella                      | Kirsten Fennis        | 6-      | 2019-heden |
| Kapitein Turbot           | Huub Dikstaal         | 1-      | 2013-heden |
| François                  | Huub Dikstaal         | 1-      | 2013-heden |
| Burgemeester Goodway      | Lucie de Lange        | 1-      | 2013-heden |
| Mevrouw Marjorie          | Lucie de Lange        | 3-      | 2016-heden |
| Boerin Yumi               | Renée van Wegberg     | 1-8     | 2013-2022  |
| Boerin Yumi               | Jantine van den Bosch | 9-      | 2023-heden |
| Katie                     | Nala Admiraal         | 1-      | 2013-heden |
| Meneer Porter             | Wiebe-Pier Cnossen    | 1-      | 2013-heden |
| Alex Porter               | Olivier Banga         | 3-7     | 2016-2020  |
| Danny                     | Valentijn Banga       | 3-7     | 2016-2020  |
| Carlos                    | Panthero Toney        | 4-8     | 2017-2023  |
| Ed Hudson                 | Daan van Rijssel      | 1-      | 2013-heden |
| Jake                      | Stephan Holwerda      | 1-      | 2013-heden |
| Burgemeester Humdinger    | Finn Poncin           | 1-      | 2013-heden |
| Everest                   | Leonoor Koster        | 2-      | 2014-heden |
| Tracker                   | Nicoline Pouwer       | 3-      | 2016-heden |
| Rex                       | Rosalie de Jong       | 7-      | 2021-heden |
| Otis Goodway              | Franky Rampen         | 3-      | 2016-heden |
| Prinses van Blaffenburcht | Tove Schröder         | 4-      | 2017-heden |
| Vogelvrouw                | Jorien Zeevaart       | 6-      | 2019-heden |
| The Cheetah               | Sarah Nauta           | 6-      | 2019-heden |
| Liberty                   | Julia Tan             | 8-      | 2021-heden |
| Hurricane Harrigan Alki   | Frans Limburg         | 8-      | 2021-heden |